# Windows Terminal
Windows Terminal – emulator terminali dla systemu Windows 10. Główną jego cechą jest połączenie dostępnych w systemie Windows 10 wierszów poleceń w interfejsie użytkownika udostępnianym przez jeden program. Windows Terminal to otwarte oprogramowanie, którego kod źródłowy dostępny jest na platformie GitHub.
Windows Terminal został zapowiedziany podczas konferencji Build 2019. Początkowo program dostępny był do pobrania w sklepie Microsoft Store w wersji poglądowej. Pierwsza wersja produkcyjna opublikowana została 19 maja 2020 roku.
Aplikacja udostępnia interfejs bazujący na kartach. Każda karta udostępnia jeden z obsługiwanych wierszy poleceń np. PowerShell, standardowy wiersz poleceń Windows, Azure Cloud Shell czy powłokę systemu bazującego na jądrze Linux uruchomionego w ramach Windows Subsystem for Linux. Terminal wspiera wyświetlanie znaków kodowania UTF-8, co oznacza że może wyświetlać tekst w wielu alfabetach oraz ikony Emoji. Ponadto możliwe są m.in. podział widoku, konfiguracja skrótów klawiszowych, schematów kolorów. Edycja konfiguracji odbywa się poprzez modyfikację pliku konfiguracyjnego w formacie JSON.